# Mandelli Dávid
Mandelli Dávid (Pozsony, 1780 körül – Párizs, 1836. december 22.) filológus, a "magyar Diogenész", különc tudós.

## Élete
Családi neve Mandel volt. Zsidó szülők gyermekeként jött a világra. 12 éves korában szülei Rajkára (Moson megye) küldték, hogy a szülői házban szerzett Talmud-tudományban az ottani rabbitól bővebb ismereteket szerezzen; innen 1799-ben Prágába, 1880-ban Berlinbe ment; bölcseleti és teológiai tanulmányok, de különösen a nyelvek tanulására adta magát. Már itt kezdte különcködő életét, szemöldökeit leborotváltatta és a középkori tudósok visszavonult rideg életét utánozta, burgonya volt egyedüli eledele. 1805-ben Offenbachban tartózkodott, ahol nevelői állást foglalt el és a szerzett pénzen Párizsba ment az ottani egyetem látogatására. Ez időtől fogva életéről mitsem tudunk; 1827-ben Tessedik Ferenc hazánkfia fedezte fel Párizsban; szülei holtnak hitték. Ekkor már a világ legnagyobb nyelvtudósának vallották, még Giuseppe Gasparo Mezzofantinál is több nyelvet beszélt; az európai nyelveken kívül jártas volt a keletiekben is; kedvenc tárgya volt azonban a latin, görög, zsidó, arab és a perzsa nyelv. A mennyiségtanban is kiváló tudósnak bizonyult. A bölcseletben is oly jártas volt, hogy Platón munkáit könyv nélkül tudta, abból tudós környezetében széltében idézett. Életmódjában a cinikus Diogenészt választotta mintaképének, zsibvásáron vett ruhában járt és hosszú szakált viselt; a tudományos munkáival szerzett pénzen pedig könyveket vett. Főtt ételt soha sem evett, gyakran növénnyel és gyökerekkel táplálkozott. Házi bútora egy durván faragott karosszék, zsámoly, asztal, szalmazsákkal borított deszkából és kis szekrényből állott, melyben könyveit tartotta; tintatartója törött üvegből, lámpása szintén egy töredék üvegdarabból állott; papiroskímélésből palatáblán végezte matematikai feladványait. Rendkívüli életmódja miatt gyakran a rendőrséggel is meggyűlt a baja; egyszer tömlőcbe zárták; ezzel sem sokat törődött, miután könyveit magával vihette. 154 frank volt évi jövedelme; ebből megtakarított 400 frankon egy ritka kéziratot vett. Egy ideig magánleckéket adott a matematikából és az arab nyelvből; azonban ezzel is csakhamar fölhagyott. 1822-ben a francia kormány 1800 frank évi fizetés mellett megbízta őt egy bibliográfiai munkával, mely a keleti nyelvű könyvek címeinek leírásából és azoknak az illető tudományszakokba való beosztásából állott. Ezen munkájával azonban nagy szorgalma és ismeretei mellett egy hónap alatt elkészült, havi fizetését felvette és állását elhagyta. Hálából egy kis szobát bocsátottak rendelkezésére. 1836. december 22-én Párizsban, midőn a Szajnából vizet merített, az egyensúlyát elvesztette és a vízbe fúlt.
Hátrahagyott irományai nehezen fejthetők meg, minthogy különféle nyelvek zavarából állanak. Több francia tudós (különösebben Nodier) emlékbeszédet szentelt neki (Temps 1837. 1. szám).
Nevét Mandely, Mandl, Manteli, Menteli és Mentellinek is írták.